# Uromys boeadii
Uromys boeadii är en gnagare i släktet nakensvansade råttor som förekommer endemisk på ön Biak i Indonesien norr om Nya Guinea. Arten listas i undersläktet Uromys och den utgör antagligen systergruppen till alla andra medlemmar av undersläktet.

## Utseende
Med en kroppslängd (huvud och bål) av cirka 255 mm, en svanslängd vid 235 mm, med ungefär 62 mm långa bakfötter och 25 mm stora öron är arten en ganska stor gnagare med i jämförelse med andra släktmedlemmar liten. Viktuppgifter saknas. Pälsen på ovansidan består av en ljusgrå underull och av svartgråa borstiga täckhår. Pälsen blir fram till stjärten lite ljusare. På undersidan förekommer brun päls som är mindre tät. Dessutom finns en krämfärgad strimma längs undersidans mitt som är smal på bröstet, bredare på buken och åter smal nära stjärten. Andra kännetecken är nakna öron, långa svarta morrhår och glest fördelade bruna hår på fötterna. Den nakna svansen har en svart färg.

## Utbredning och ekologi
Denna gnagare är främst känd från öns västra del men kanske når fram till östra delen. Exemplar hittades nära en stad och stadens omgivning blev avskogad. Kanske hittas arten även på Supiori. Som habitat antas fuktiga skogar. Andra uppgifter angående artens levnadssätt saknas.

## Hot
Exemplaren jagas för köttets skull och populationen påverkas av skogsröjningar. På ön försvann cirka hälften av den ursprungliga skogen. IUCN listar Uromys boeadii som akut hotad (CR).